# 康拉德·默里

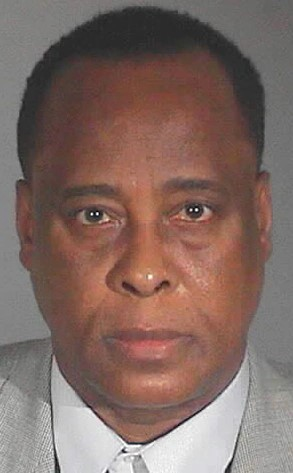
康拉德·默里

康拉德·罗伯特·默里（Conrad Robert Murray，1953年2月19日-）是一名格林纳达裔美国人，心血管內科專家。康拉德·默里生於英屬向風群島格林納達，7歲後搬到特立尼达和多巴哥居住，1973年搬到德克萨斯州休斯顿定居，曾在美國開設私人诊所和心血管研究所，他後來成為迈克尔·杰克逊的私人医生，他被指不慎给迈克尔·杰克逊注射了过量的丙泊酚導致迈克尔·杰克逊去世，當時康拉德·默里错误地將其用作睡前安眠药。2011年，康拉德·默里被判过失杀人罪成立  ，並被判四年监禁，在服刑2年後假釋出獄。同時其醫師执照被吊销。